# Гендух
Гендух (авар. Генду́хъ) — село в Тляратинском районе Дагестана. Входит в сельское поселение сельсовет Гведышский.

## География
Расположено в 5 км к северо-востоку от районного центра — села Тлярата, на реке Ухтильор.

## Население
| 1869 | 1888 | 1895 | 1895 | 1926 | 1939 | 1970 |
| ---- | ---- | ---- | ---- | ---- | ---- | ---- |
| 76   | ↗81  | ↗85  | →85  | ↘28  | ↗68  | ↗311 |
| 1989 | 2002 | 2010 | 2021 |      |      |      |
| ↗340 | ↘177 | ↗285 | ↗476 |      |      |      |